# Libreville
Ne doit pas être confondu avec Freetown.
Libreville est la capitale politique et administrative du Gabon, et la première ville de ce pays en nombre d’habitants (et l'ancien chef-lieu de la province de l'Estuaire jusqu'en avril 2022).
Avec 899.000 habitants estimés en 2025, elle représente à elle seule la moitié de la population du pays, évaluée dans sa totalité à environ 2.484.789 habitants en 2024.

## Géographie

### Situation

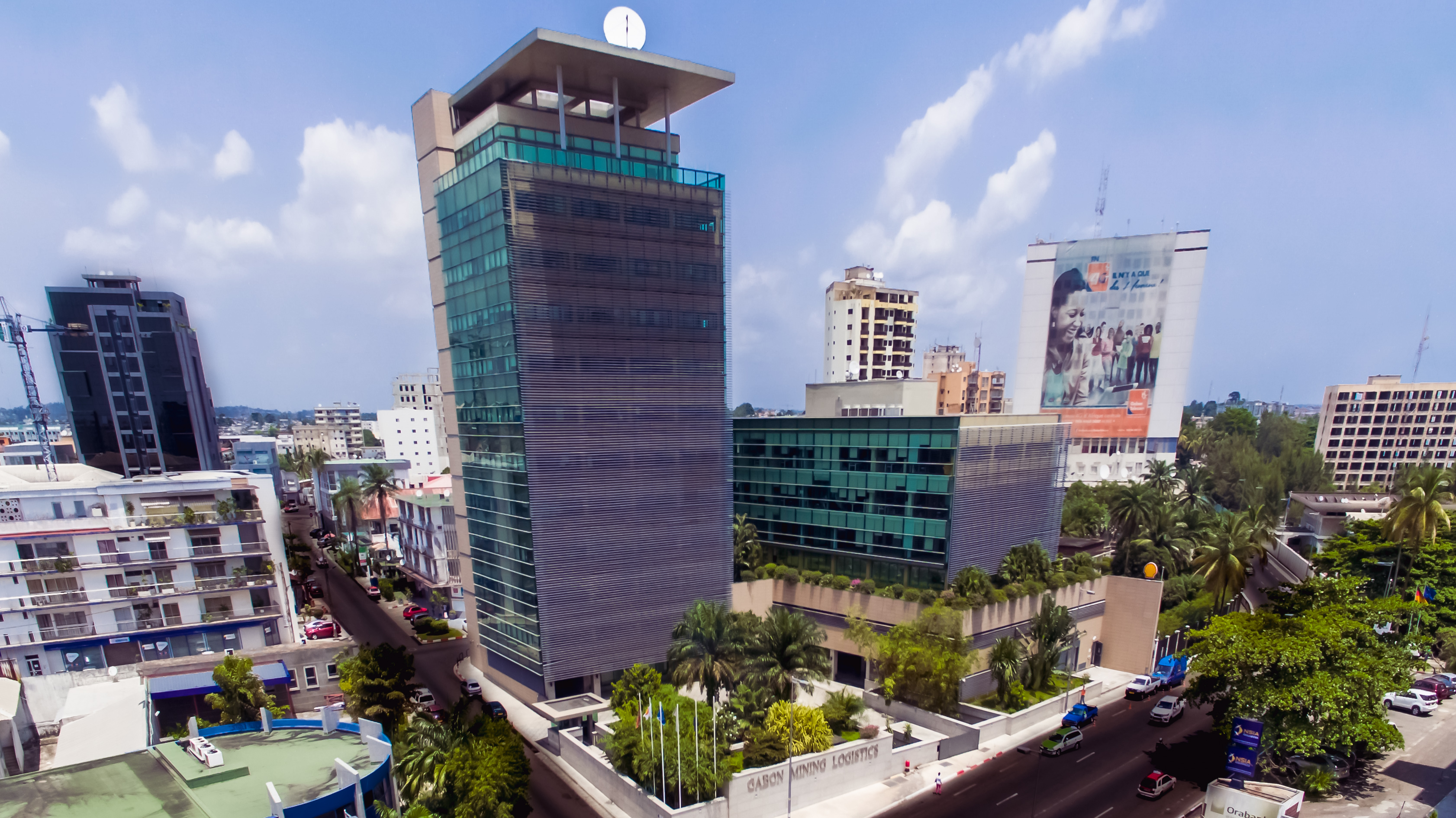
Immeubles du quartier des assurances de Libreville.

Libreville est située sur la côte nord-ouest du pays, et sur l'estuaire national du Gabon baignant sa périphérie sud, embouchure du delta du fleuve Komo dans le golfe de Guinée ; au nord de la cité, forêt et mangrove occupent un vaste espace quasi-inhabité, qui s'étend jusqu'au parc national d'Akanda.

### Relief
Le relief sur lequel Libreville prend place est accidenté, parsemé de multiples collines et de vallons traversés par des cours d'eau plus ou moins importants qui se jettent dans l'estuaire du Gabon, celui du fleuve Komo. Les plus connus de ces affluents comptent l'Arambo, la Nomba et le Batavéa.
À l'origine, Libreville est établie sur une bordure côtière qui s'enfonce à plus de 10 km dans les terres. Même si la mangrove ne recouvre qu'à peine 2 % de sa superficie au sud (dans la région du pont Nomba), la capitale gabonaise subit régulièrement de grandes inondations des terres habitées, surtout lors de la saison des pluies.
Libreville est également entourée d'une immense forêt, dont le prolongement est parfois visible dans certains quartiers de la capitale, comme à Sibang, Ondôk ou encore Mindoubé. C'est le cas au nord de la capitale, dont la forêt classée Mondah s'étend au-delà de la périphérie nord, sur la route du cap Estérias, jusque dans le domaine des palétuviers.

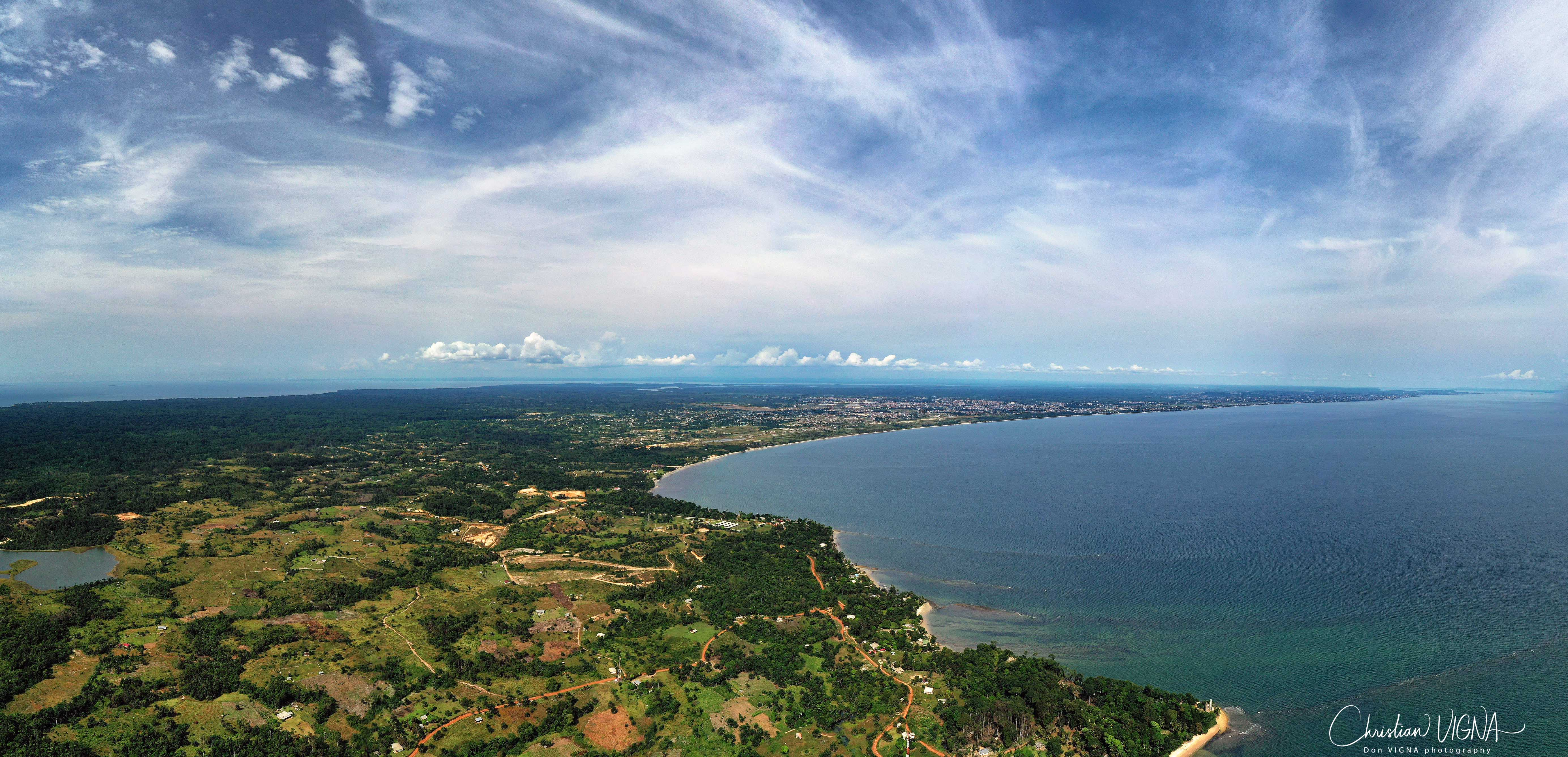
Libreville vue de la région du cap au Gabon.

La côte atlantique qui s'étend du nord au sud de la capitale est jalonnée de plages de sable.

### Climat
Libreville a un climat tropical de savane aux hivers secs (d'après une classification dite de Köppen).
La température et le niveau des précipitations y sont respectivement en moyenne de 26,3 °C et 1 970,6 mm par an, juillet et octobre étant les mois les plus secs et arrosés avec chacun 14 et 307 mm de précipitations.

## Histoire

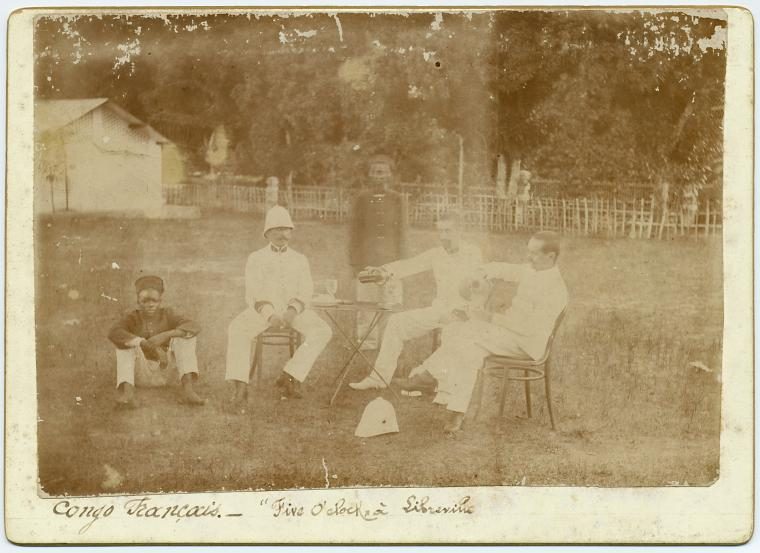
Congo Français.« Five o'clock à Libreville ».

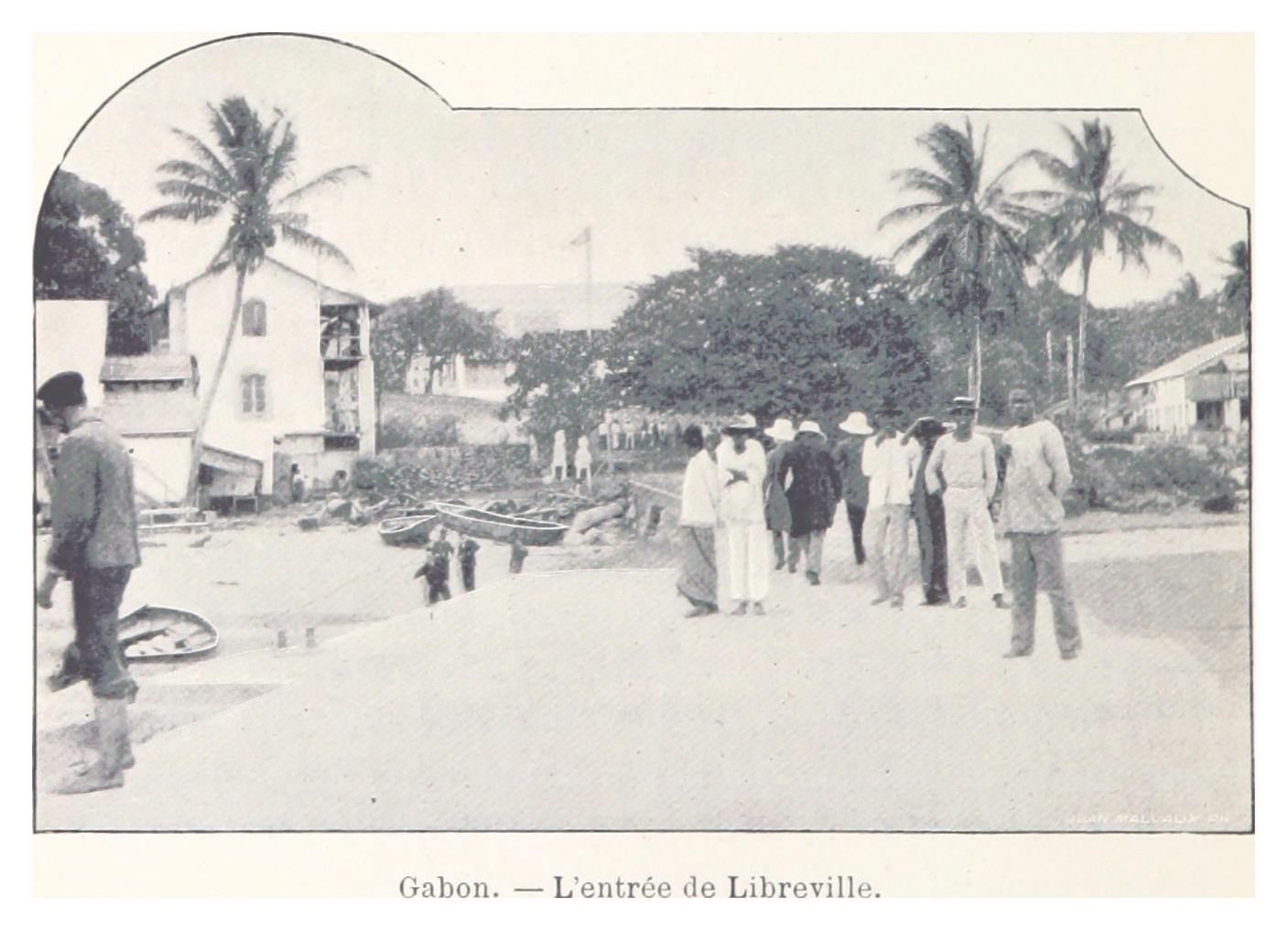
Entrée de Libreville en 1899.

### Origines
La zone de l'actuelle Libreville a été découverte des Européens en 1472, en l'occurrence des navigateurs portugais.
La forme de caban marin auquel peut faire songer la région de Libreville donne l'idée à ceux-ci de la nommer par la traduction gabão de ce mot dans leur langue. Plus tard ce nom désignera le pays entier du Gabon où se situera cette ville.
Le 5 février 1843, le capitaine de corvette français Édouard Bouët-Willaumez est nommé gouverneur du Sénégal sur l'île de Gorée, chargé de réprimer le commerce des esclaves ; au nom de la France alors sous la monarchie de Juillet, il va très vite établir des comptoirs qui seront ses dépendances administratives, et conclure de nouveaux « traités » de commerce et de protection avec les différents villages-royaumes de la côte.

### Fondation
Sous son administration arrive dans l'estuaire le 18 juin 1843, l'expédition venue de du Nord du Gabon  chargée de créer le poste français du Gabon qui deviendra bientôt Libreville. Elle est dirigée par le capitaine de corvette Mauléon, commandant le brick Le Zèbre, accompagné du brick l’Églantine et du navire de commerce Le Diligent transportant des maisons démontables et du matériel. Un blockhaus dit poste d'Okolo est établi sur un emplacement cédé par le roi Louis Ré-Dowé, près de la future mission chrétienne catholique. Okolo, fondé par un roi Denis (ci-après), est situé non loin dans l'estuaire, à l'est du village de Glass où le révérend John Leighton Wilson, arrivé au Gabon le 22 juin 1842, a établi sa mission protestante américaine sur un site connu sous le nom de Baraka (aujourd'hui un quartier du Libreville moderne). Le 28 mars 1844 le roi Glass signe un traité avec Rodolphe Darricau, puis le 1er avril est signé au poste d'Okolo le traité général avec les chefs de l'estuaire, le roi Denis Rapontchombo, Quaben, Georges, Louis, François (de l'île de Coniquet), Kringer, Datyngha, Petit-Denis et Quavène. Le poste d'Okolo reçoit probablement à cette date le nom de Fort d'Aumale. Le garde du génie Dubuc en prend le commandement en janvier suivant. Il est avéré que les rois sont loin de se rendre compte de la portée de leur engagement.

### Toponymie
Le nom de « Libreville » est donné pour la première fois par Édouard Bouët-Willaumez, d'abord au village fondé en 1849 derrière les futurs bâtiments officiels du Plateau destinés à remplacer le fort d'Aumale. Le village est créé afin d'accueillir les esclaves vilis libérés du navire négrier brésilien nommé l'Elizia, arraisonné au large des côtes du royaume de Loango alors que la traite négrière, formellement interdite depuis 1848, se poursuivait dans le golfe de Guinée. Les esclaves libérés, 27 hommes de 13 à 24 ans, 23 femmes de 18 à 22 ans et 2 enfants d'un an, sont embarqués à Gorée le 19 mars 1847 par le navire "L'Adour", et parviennent ainsi fin avril au Gabon. Deux sont tués dans une révolte. Les Français les font se marier et élire comme maire un certain Mountier. Ils sont installés par couples dans les cases du village de Libreville le 17 octobre 1849.
Voir l'Histoire du Liberia, de Freetown en Sierra Leone, etc.

### Développement
Dès lors, Libreville sert de point de départ à la colonisation française du Gabon vers la fin du XIXe siècle, tout d'abord avec la seconde vague marquée par l'installation au fort d'Aumale (dont les vestiges ont servi à l'édification de la cathédrale Sainte-Marie) de missionnaires catholiques spiritains de la Congrégation du Saint-Esprit du père Jean-Rémi Bessieux. Au début du XXe siècle Libreville devient la capitale du Congo français, avant de perdre ce statut au profit de Brazzaville en 1904.
En novembre 1940 Libreville est le théâtre des affrontements meurtriers de la fin de la campagne du Gabon. Libreville et le Gabon sous administration coloniale choisissent de rallier le camp de la France libre contre celui des colons vichystes. C'est de Libreville que partent de nombreux combattants de la Liberté incorporés dans la Force L qui deviendra plus tard la 2e division blindée du futur maréchal français Leclerc, et qui rejoint le Tchad dont il est nommé commandant militaire par le général de Gaulle. La colonne traverse l'Afrique du Nord pour libérer la France sous occupation en 1944.
En 1956 Léon Mba est élu premier maire de Libreville. Il devient quelques années plus tard le premier président de la République gabonaise, jusqu'à sa mort en novembre 1967. Un mausolée est érigé en sa mémoire dans la ville, boulevard Léon Mba.
L'indépendance du Gabon est entretemps proclamée le 17 août 1960 dans la future capitale.
Demeurée une simple bourgade jusqu'à la proclamation de l'indépendance, Libreville connaît ensuite un essor important, en particulier à partir de la fin des années 1970 lorsque le gouvernement lance une série de grands travaux : 
- construction et mise en service du chemin de fer transgabonais en 1978 ;
- édification du stade omnisports Président Bongo pour accueillir les premiers Jeux de l'Afrique centrale du 30 juin au 10 juillet 1976, avec près de 2 000 athlètes de dix pays dans huit disciplines sportives : athlétisme, basket-ball, boxe, cyclisme, football, handball, judo et volley-ball.
- Construction en 1970 des premiers bâtiments de l'université de Libreville, la première du Gabon.

En 1977 Libreville accueille le 34e sommet de l'Organisation de l'unité africaine (OUA).
La ville est également marquée dès les années sombres de la dictature par une série de meurtres, d'assassinats d'opposants politiques et de disparitions mystérieuses jamais élucidées dont celle de Germain Mba en 1971. Elle est le théâtre d'émeutes en 1990 (intervention militaire française, « l'opération Requin »), en 1994 après la défaite à la première élection présidentielle post-monopartiste du principal opposant Paul Mba Abessole (né en 1939) arrivé en deuxième position, et en 1998.
En 2003, André Dieudonné Berre (en) est élu maire de Libreville, succédant audit opposant historique M. Mba Abessole, maire de 1996 à 2003 rallié au président Omar Bongo.
Le 14 avril 2022, la ville perd son statut de chef-lieu de la province de l'Estuaire au profit de la jeune commune d'Akanda créée en 2013 à partir notamment d'anciens quartiers voire faubourgs de la capitale.

## Liste des maires
- À partir de 1847 : Mountier[réf. nécessaire] ;
- de 1847 sqq à 1956 : ?
- 18 novembre 1956 - 30 janvier 1967 : Léon Mba (élu président du conseil municipal)[9], au moment de la transition de 1960 vers l'indépendance politique du pays et de maints de ses voisins d'Afrique noire vis-à-vis de la France ;
- 30 janvier 1967 - 14 juin 1968 : Lubin Martial Ntoutoume Obame (président de la délégation spéciale)[9] ;
- 15 juin 1968 - 23 janvier 1972 : Léon Mebiame Mba (président de la délégation spéciale)[9] ;
- 24 janvier 1972 - 16 avril 1975 : Léon Mebiame Mba (élu maire par le bureau politique du Parti démocratique gabonais)[9] ;
- 17 avril 1975 - 31 décembre 1975 : Samuel Minko (président du conseil municipal nommé par décret présidentiel)[9] ;
- 1er janvier 1976 - 10 avril 1983 : Lubin Martial Ntoutoume Obame (président du conseil municipal nommé par décret présidentiel)[9] ;
- 11 avril 1983 - 13 avril 1989 : Jean Aveno Davin (président du conseil municipal nommé par décret présidentiel)[9] ;
- 14 avril 1989 - 18 juillet 1997 : Claude Damas Ozimo (président du conseil municipal nommé par décret présidentiel)[9] ;
- 19 janvier 1997 - 22 janvier 2003 : Paul Mba Abessole (élu par le conseil municipal)[9] ;
- 23 janvier 2003 - 3 mai 2007 : André Dieudonné Berre (en) (élu par le conseil municipal)[9] ;
- 4 mai 2007 - 12 janvier 2008 : Alexandre Ayo Barro (élu par le conseil municipal)[9] ;
- vacance apparente du poste entre 13 janvier et 22 mai 2008 ?
- 23 mai 2008 - 10 février 2014 : Jean-François Ntoutoume Emane ;
- cumul de deux maires simultanés, le précédent et le suivant, entre les 25 janvier et 10 février 2014 ?
- 25 janvier 2014 - 12 février 2019 : Rose Christiane Ossouka Raponda[10] ;
- vacance apparente du poste entre 13 février et 10 mars 2019 ?
- 11 mars 2019 - 15 septembre 2020 : Léandre Nzué[11] ;

- vacance temporaire du poste de 3 mois au maximum constatée le 16 septembre 2020
- depuis le 5 janvier 2021 : Eugène Mba[12];
- 16 Juillet 2021- 6 Septembre 2023: Christine Mba Ndutume [13];
- 6 Septembre 2023:  Général Jude Ibrahim Rapotchombo

## Démographie
La capitale gabonaise regroupe environ la moitié des habitants du pays. Sa croissance démographique est rapide et son développement assez anarchique, les infrastructures urbaines ne suivant pas le rythme des constructions nouvelles.

### Évolution démographique
| 1961   | 1971   | 1981    | 1991    |
| ------ | ------ | ------- | ------- |
| 32 607 | 88 104 | 244 769 | 382 377 |

| 2001    | 2013    | 2021    | 2022    |
| ------- | ------- | ------- | ------- |
| 507 737 | 703 940 | 834 000 | 857 000 |

| 2023    | - | - | - |
| ------- | - | - | - |
| 870 000 | - | - | - |

| Évolution démographique de Libreville |         |
| \| 1961 \| 32 607 \| \| 1971 \| 88 104 \| \| 1981 \| 244 769 \| \| 1991 \| 382 377 \| \| 2001 \| 507 737 \| \| 2013 \| 703 940 \| \| 2021 \| 834 000 \| \| 2022 \| 857 000 \| \| 2023 \| 870 000 \| |         |
| 1961 | 32 607  |
| 1971 | 88 104  |
| 1981 | 244 769 |
| 1991 | 382 377 |
| 2001 | 507 737 |
| 2013 | 703 940 |
| 2021 | 834 000 |
| 2022 | 857 000 |
| 2023 | 870 000 |

### Groupes ethniques
Libreville est une cité cosmopolite où se côtoient toutes les ethnies du Gabon, des immigrés d'Afrique centrale et de l'Ouest (Nigérians et Béninois notamment), des Européens, des Libanais, des Marocains ou encore, de plus en plus, une population asiatique principalement d'origine chinoise.
Les habitants les plus défavorisés habitent dans des bidonvilles connus sous le nom de matitis ou encore Mapanes (akébé et kinguélé, par exemple).

## Langues
Bien que le français soit la langue officielle du Gabon, les langues parlées à Libreville sont tout d’abord celles des peuples autochtones de Libreville, à savoir la langue Omyenè (variante Mpongwè), le Sekiani, Le Fang de l’Estuaire (variantes Mekè, Atsi et Okak), le Benga et l’Akélé. Puis, les langues des différentes peuples de l’intérieur du Gabon installés dans la capitale gabonaises, Yipunu, Inzebi, Téké, Kota… Et enfin le français.

Le Gabon devient en sus en 2022 le troisième pays non majoritairement anglophone à se voir admis au sein du Commonwealth sans lien colonial ou historique d'importance avec le Royaume-Uni.
Toutefois, la langue anglaise reste peu parlée, voire pas du tout.

## Lieux de culte

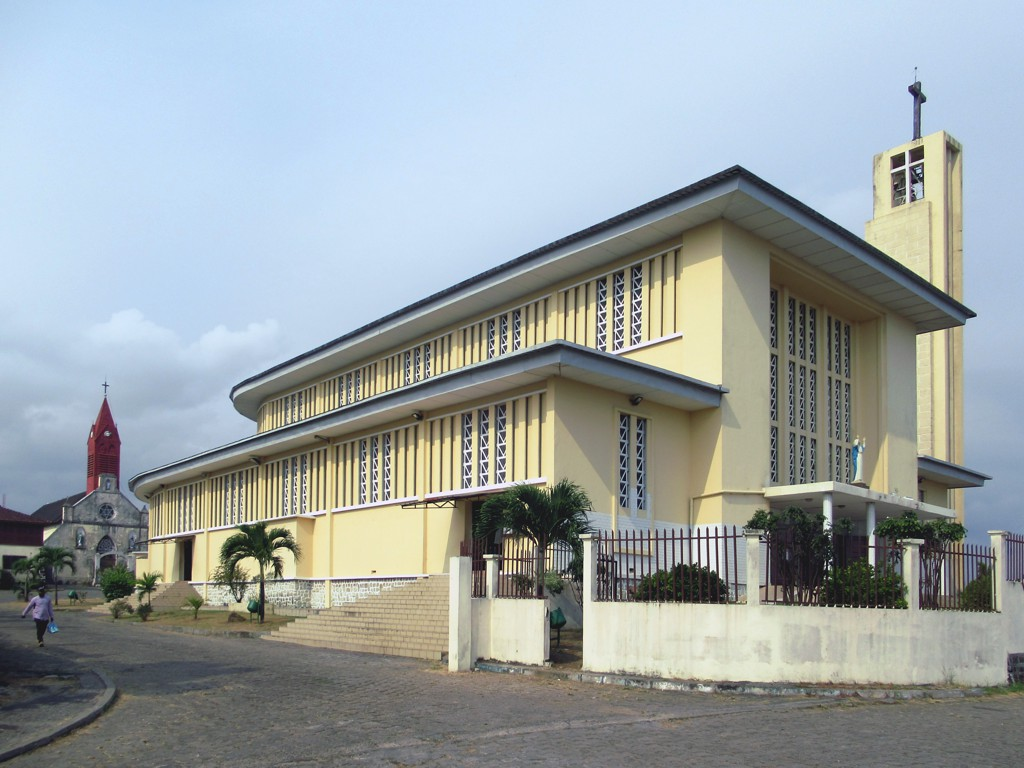
La cathédrale Notre-Dame-de-l'Assomption à Libreville.

Parmi les lieux de culte de Libreville, l'on compte principalement des églises et des temples émanant des obédiences chrétiennes suivantes : l'archidiocèse de Libreville (Église catholique), l'Église de l'Alliance chrétienne et missionnaire du Gabon (Union mondiale de l'Alliance), les Assemblées de Dieu,
- (Église adventiste du septième jour au Gabon ).

Église Évangélique du Gabon. Les mosquées se sont développées à la suite de la conversion à l'islam du président Omar .

## Économie

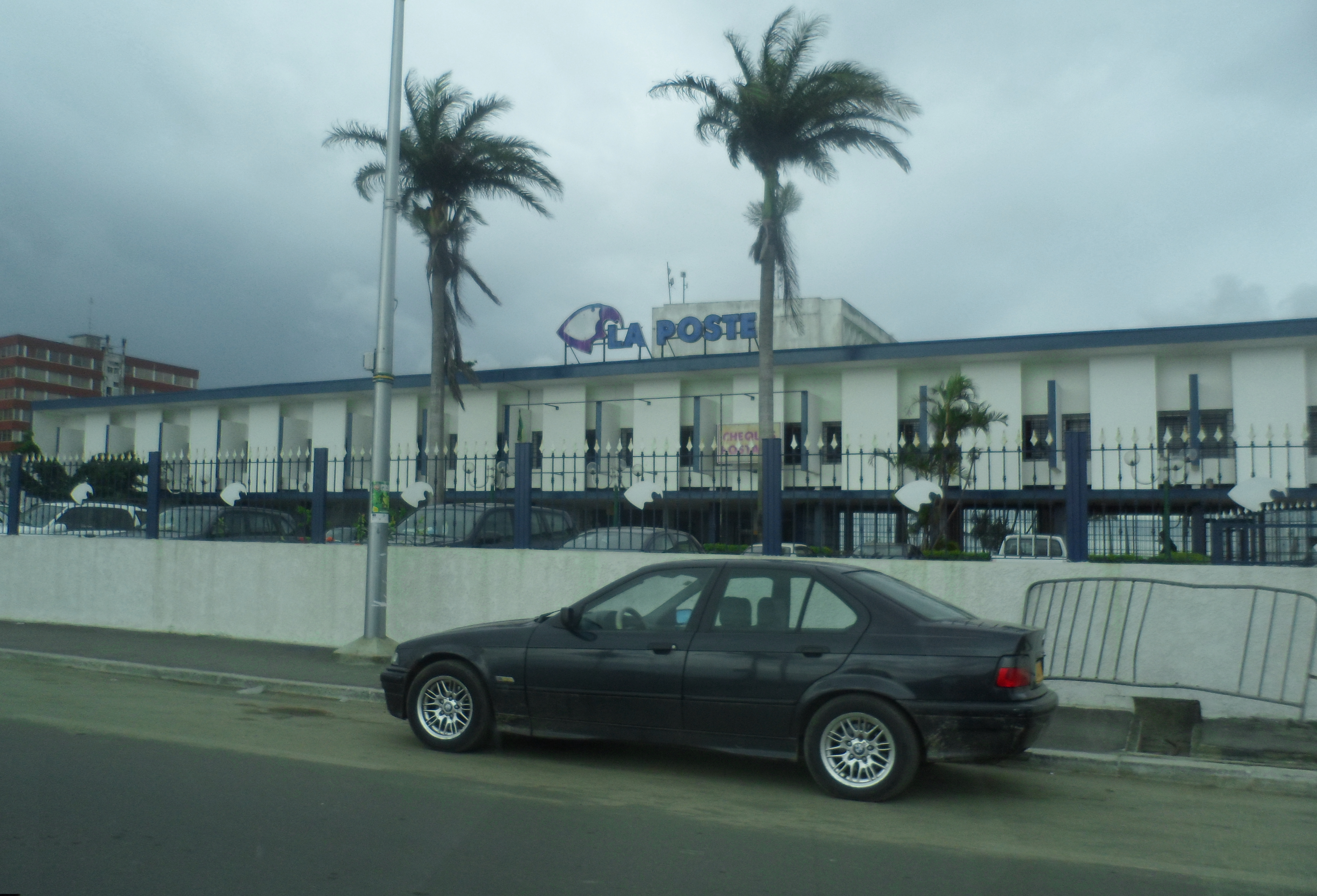
Façade du Bureau de la poste gabonaise à Libreville.

Une importante zone portuaire dotée d'infrastructures industrielles et minières, et desservie par le train Transgabonais (qui y convoie du manganèse du Haut-Ogooué destiné ensuite à l'exportation par bateaux, voir transports ci-après) et par des camions grumiers, se trouve à la périphérie sud de Libreville jusque dans la commune d'Owendo (port en photographie plus bas).
Libreville est aussi un important centre de commerce du bois (principalement de l'okoumé), dans la sous-région d'Afrique centrale.
À Mont-Bouët se trouve le plus grand marché du pays, avec des centaines de commerçants au détail. Il existe en sus deux grands hypermarchés, l'un dénommé Mbolo (« bonjour », en langue fang) et le Géant CKDO.
La capitale gabonaise regroupe enfin de nombreuses activités tertiaires en plus des services centraux de l'État (poste en photo. ci-contre).

## Éducation

### Lycées internationaux
Il existe plusieurs écoles internationales à Libreville, dont :
- Lycée Blaise-Pascal de Libreville – cursus français
- École Internationale Ruban Vert – Cursus du baccalauréat international
- American International School of Libreville – Cursus des États-Unis

### Enseignement supérieur
Libreville abrite deux des trois principales universités du pays, dont la plus ancienne, l'université Omar Bongo (UOB) regroupe des milliers d'étudiants, et l'Université des Sciences de la santé.
On compte également, parmi les établissements d'enseignement supérieur, l’École nationale des eaux et forêts (ENEF), dont les bâtiments se situent au Cap Estérias en périphérie de la capitale, l'Institut Supérieur de Technologie (IST) ou l'École nationale d'administration (ENA).
Libreville abrite également l'Institut Africain de l'Informatique (IAI), projet sous-régional (à l'échelle du continent africain en tout ou partie) de formation de cadres et à long terme d'ingénieurs en informatique des pays signataires.
Sans omettre la présence d’établissements privés d'enseignement supérieur : un Institut des Techniques Avancée (ITA), l’université africaine des sciences (UAS) spécialisée dans les filières juridiques, ou l'Université Franco-Gabonaise Saint-Exupéry.

## Santé
Il existe deux hôpitaux généraux et un hôpital d'instruction des armées "Omar Bongo Ondimba". Le complexe hospitalier "Jeanne Ébori" est détruit fin octobre 2013, laissant place à la reconstruction d'un établissement hospitalier plus moderne et à une "Fondation Jeanne Ébori".

## Architecture
Quelques édifices sont visités par les touristes, tels que les colonnes de l'église Saint-Michel de N'kembo, quelques très rares bâtiments de l'ère coloniale en centre-ville, l'immeuble du Musée national des arts et traditions sur le boulevard du bord de mer, les installations de la cathédrale Sainte-Marie et les vestiges de la première mission catholique du père Jean-Rémi Bessieux au Gabon. Toutefois Libreville a beaucoup souffert de la spéculation immobilière liée au boom pétrolier des années 1970 et 1980, et a perdu pratiquement tout son patrimoine historique et son identité architecturale.
Pour la période récente, le bâtiment qui abrite le Sénat est un lieu important de l'architecture moderne locale.

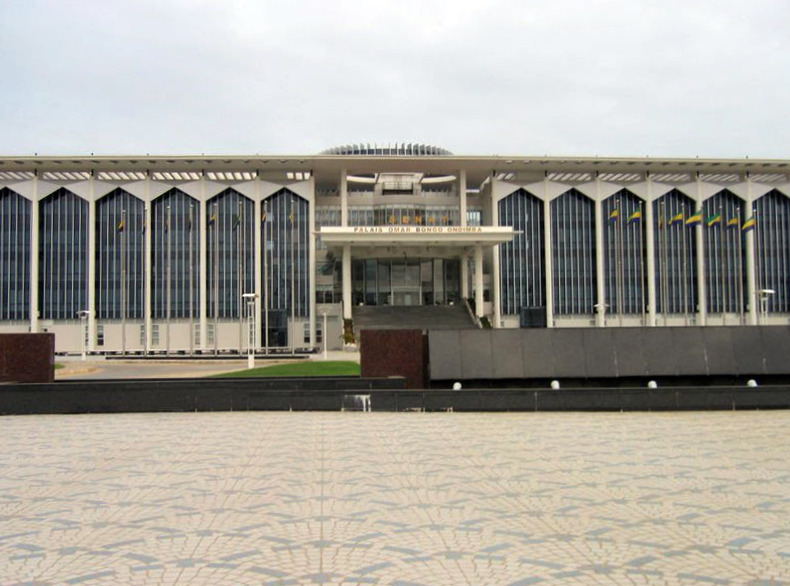
Façade du Palais du Sénat.
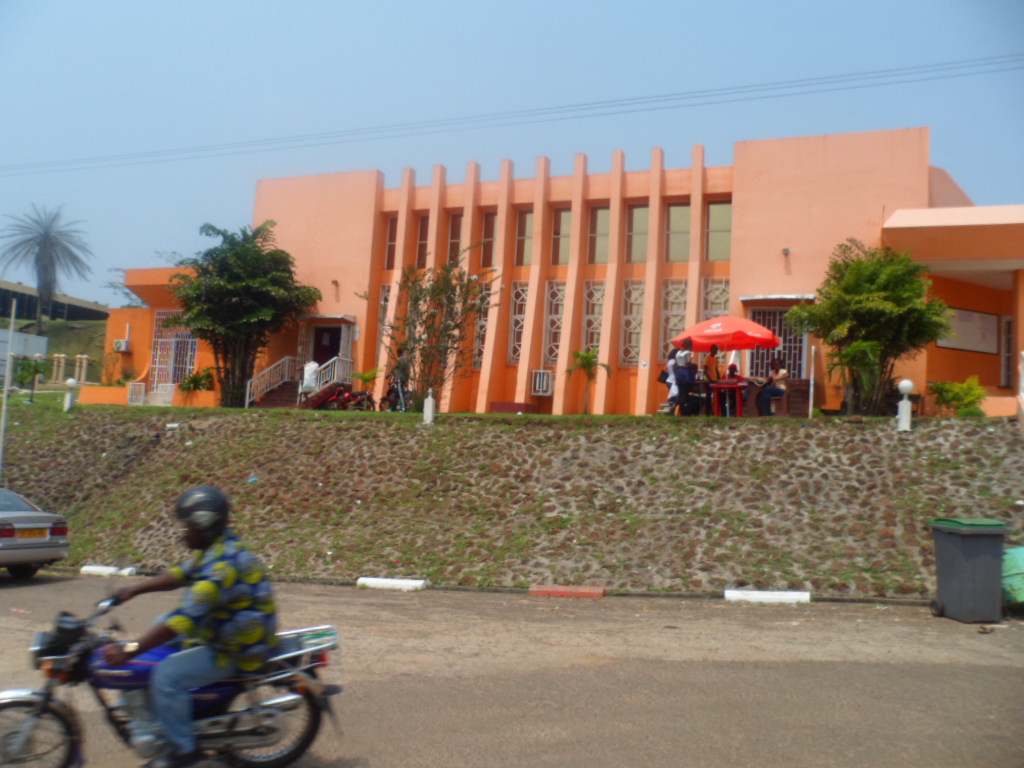
Amphitéatre Nguembi Mbina de l'université Omar Bongo.
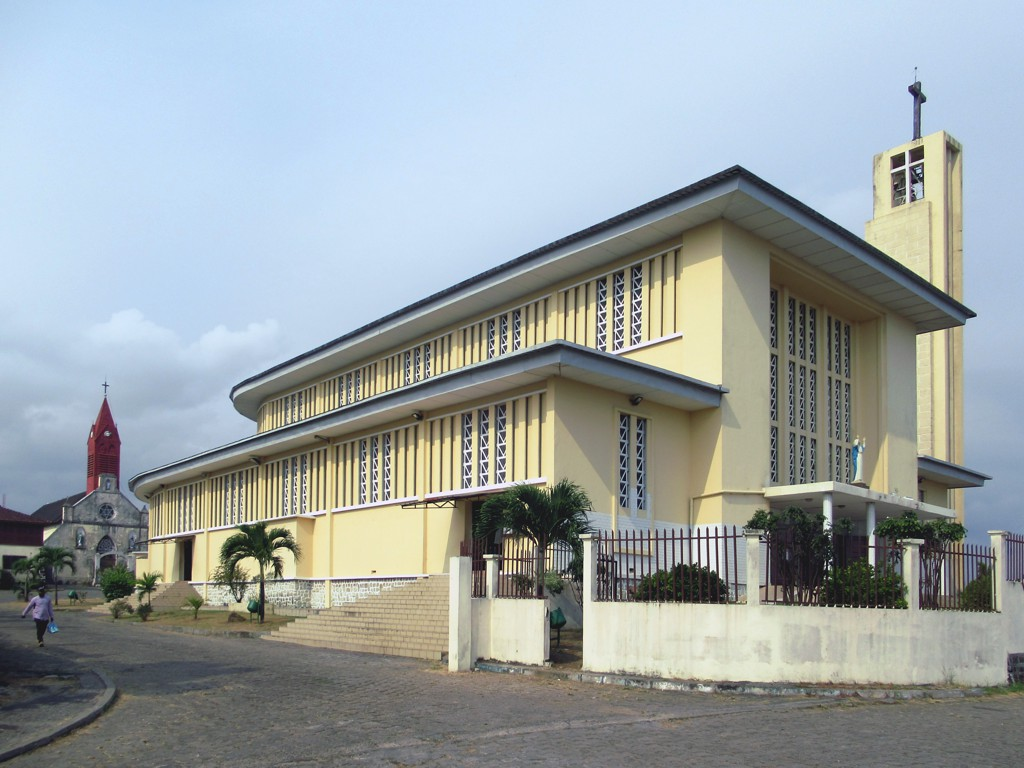
Cathédrale Sainte-Marie.
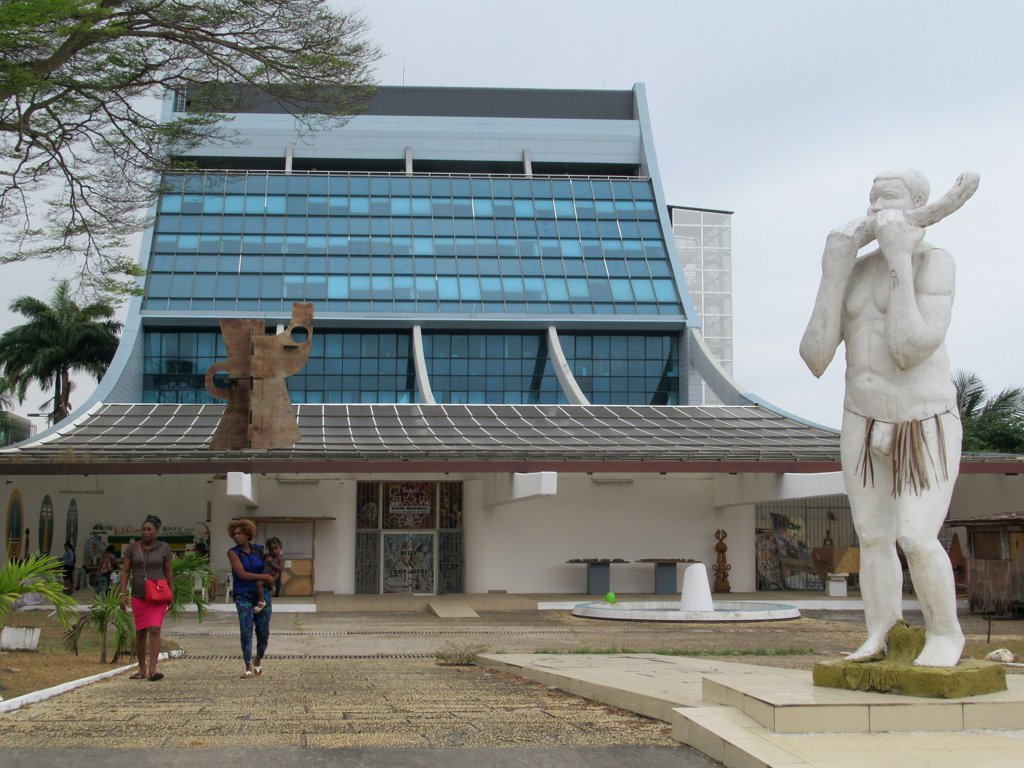
Musée National des Arts.

## Culture
Les Éditions Amaya, créées en 2007, sont basées à Libreville.

## Transports

### Urbain et périphérique
La Société gabonaise de transport ou SoGaTra gère la desserte des différents quartiers de Libreville et des différentes villes périphériques.
Depuis sa création en 1996 la SOGATRA éprouve d’importantes difficultés de fonctionnement malgré les nombreuses aides allouées par l’État gabonais. Le vieillissement du parc automobile de la société et l'insuffisance ou l’incompatibilité des pièces de rechange pour les bus occasionnent un important ralentissement de l'activité de l'entreprise. Les difficultés pour mettre en place un service de transports en commun efficace dans la capitale gabonaise se traduisent par une raréfaction des bus en bon état, un temps d'attente très long (10 à 30 minutes en moyennes) et un service médiocre pour les passagers,.
Le renouvellement de son parc automobile pourrait contribuer à accompagner l'expansion de la ville et le développement socio-économique du pays.

### Ferroviaire

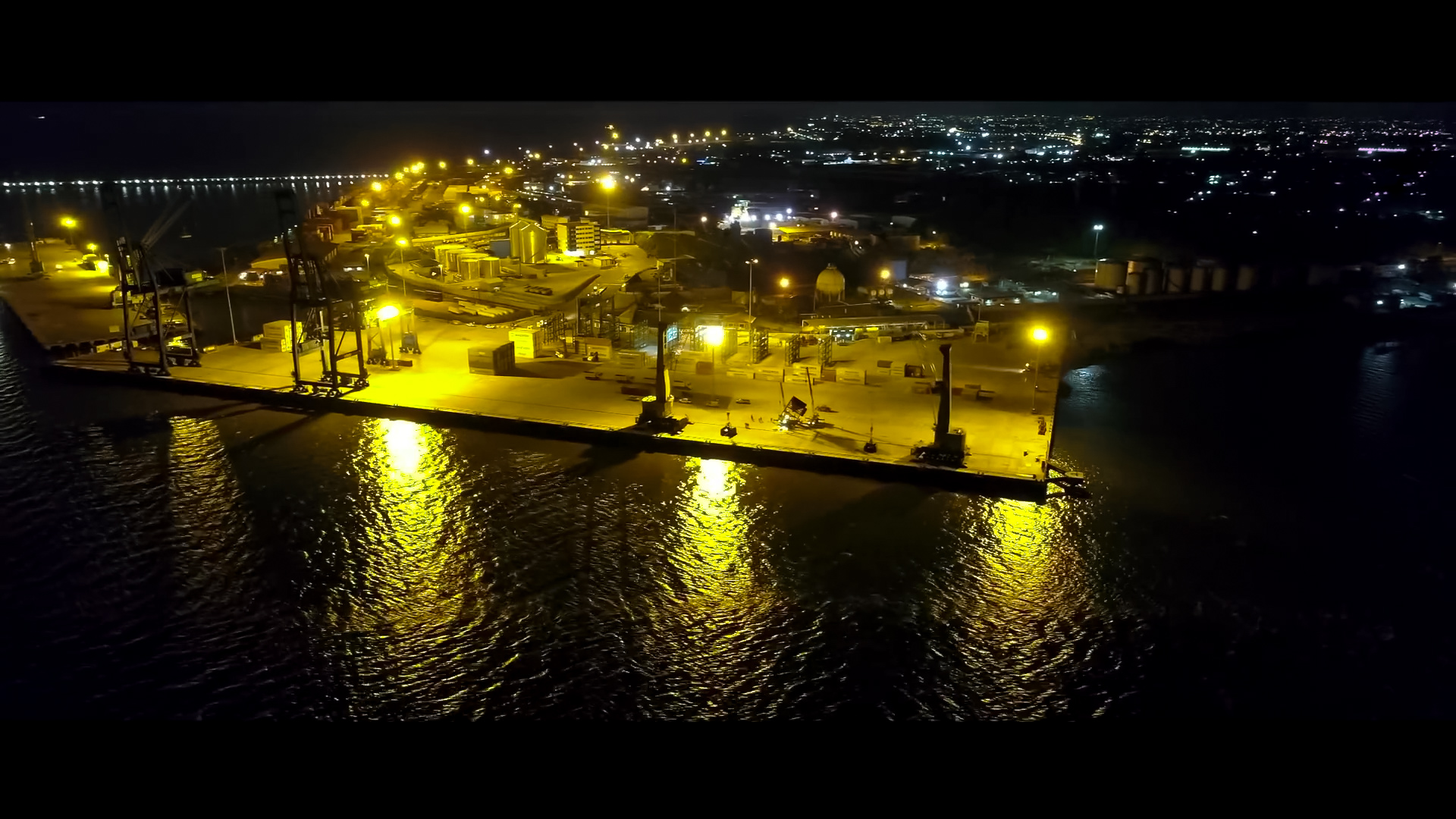
Vue nocturne panoramique du port international d'Owendo situé au sud de Libreville.

Libreville est reliée à Franceville par le Transgabonais qui dessert une partie du pays de nord-ouest en sud-est dans les deux sens.
La gare ferroviaire d'Owendo en est la tête de ligne et le terminus ouest. La proche ville d'Owendo ainsi que son port (photo) disposent d'un axe routier permettant de transférer le fret de la gare au port et inversement.
De nombreuses entreprises sont implantées le long de ces axes.

### Aérien
Libreville abrite l'aéroport international Léon Mba depuis les années 1950, le principal du pays.
Plusieurs aménagements successifs ont permis à la structure d’accueillir au fil du temps les différents types d’appareils que l'on trouve dans les airs. L'aéroport peut accueillir des très gros porteurs depuis la fin des années 1960.
Une vingtaine de compagnies aériennes desservent Libreville. Le trafic de passagers s'établit à
773 442 en 2011, tandis que le trafic de fret oscille entre 12 000 et 25 000 tonnes par an (21 000 tonnes en 2011).
La construction d'un second aéroport est en projet dans le cadre des grands chantiers de développement des infrastructures du pays, sur le site de Malibé 2 au nord de la capitale, générant de nombreux emplois et permettant au Gabon d'être aux normes de sécurité internationales en matière d'aviation civile. Mais en 2014 le projet est encore en phase de recherche de partenaire(s).
Une base militaire française permanente occupée par le 6°BIMa dite "camp De Gaulle" est installée au nord de la capitale, ainsi que la base militaire aéroportée gabonaise 01.

### Transport maritime
Port principal
Situé sur la côte ouest de l’Afrique, près de l’équateur, le port de Libreville gère environ 70 % du commerce maritime du Gabon.
Le port à une superficie de 22 hectares et intègre un terminal à conteneurs exploité par les ports de Bolloré et une installation de manutention de marchandises générales.
Il fonctionne tous les sept jours de la semaine et effectue des opérations d’accostage 24h/24 et 7j/7.
Le terminal de marchandises générales dispose de deux quais s’étendant sur 450 m avec une profondeur d’accotement de 10 m.
Terminal à conteneurs d’Owendo
Le terminal à conteneurs est équipé du dernier système d’exploitation et d’équipements portuaires entièrement fonctionnels.
Située à environ 25 kilomètres en amont du port principal, cette installation traite des conteneurs et des marchandises en vrac comme le magnésium et le ciment.
Le terminal est utilisé par plus de 1 000 porte-conteneurs transportant 5 170 000 tonnes de fret par an.
Liaison Libreville - Port Gentil
La liaison est assurée par un navire à grande vitesse (NGV) en deux heures et demi (temps d'enregistrement et d'embarquement non compris). Le projet du CTRI d'équiper la Compagnie nationale de navigation intérieure et internationale (CNNII) d'un ferry pour passagers et véhicules est un échec coûteux.

## Sport
La ville compte plusieurs clubs de football dont :
- le Boca Football Club de Libreville,
- le Delta Téléstar Gabon Télécom FC,
- le Football Canon 105 de Libreville,
- le Missile Football Club,
- le Sogéa FC,
- ou l'USM Libreville,
- etc.

## Jumelages
| Ville | Ville    | Pays | Pays                 |
| ----- | -------- | ---- | -------------------- |
|       | Durban   |      | Afrique du Sud       |
|       | Nice     |      | France               |
|       | São Tomé |      | Sao Tomé-et-Principe |

## Personnalités liées à la commune
- Annoye Patty NKOUA (1993-), Financier Gabonais.

- Amenem (1990-), artiste gabonais.
- Nadège Noële Ango-Obiang, écrivaine gabonaise
- Peggy Pâquerette Lucie Auleley (1971), autrice gabonaise
- Daniel Cousin, footballeur gabonais
- Marcel Lefebvre (1905-1991), évêque catholique français
- Léon M'ba, premier président du Gabon
- Charles N'Tchoréré (1896-1940), officier français
- Anthony Obame, Médaillé olympique de taekwondo gabonais
- Danièle Obono (1980-), députée française
- Chris Silva, joueur de basketball gabonais
- Eugénie Béziat (1983-), cheffe cuisinière française
- Rose Bernadette Rebienot Owansango (1934-2021), tradipraticienne